# Людина у футлярі (фільм, 1939)
«Людина у футлярі» (рос. «Человек в футляре») — радянський художній фільм 1939 року режисера Ісидора Анненського за однойменним оповіданням Антона Чехова.

## У ролях
- Микола Хмельов
- Михайло Жаров
- Ольга Андровська
- Володимир Гардин
- Володимир Воронов[ru]
- Осип Абдулов
- Олександр Ларіков
- Костянтин Адашевський
- Олексій Бонді
- Олексій Грибов
- Фаїна Раневська
- Олег Ліпкин
- Петро Гофман

## Творча група
- Сценарій: Ісидор Анненський
- Режисер: Ісидор Анненський
- Оператор: Євген Шапіро
- Композитор: Олександр Голубенцев